# ヘキサデカナールデヒドロゲナーゼ (アシル化)
ヘキサデカナールデヒドロゲナーゼ (アシル化)（hexadecanal dehydrogenase (acylating)）は、次の化学反応を触媒する酸化還元酵素である。
ヘキサデカナール + CoA + NAD+ {\displaystyle \rightleftharpoons } ヘキサデカノイルCoA + NADH + H+
反応式の通り、この酵素の基質はヘキサデカナールと補酵素AとNAD+、生成物はヘキサデカノイルCoAとNADHとH+である。
組織名はhexadecanal:NAD+ oxidoreductase (CoA-acylating)で、別名にfatty acyl-CoA reductaseがある。